# Imma albifasciella
Imma albifasciella is een vlinder uit de familie van de Immidae. De wetenschappelijke naam van de soort is voor het eerst geldig gepubliceerd in 1900 door Arnold Pagenstecher.